# Панесар, Манжит Сингх
Манжит Сингх Панесар (англ. Manjeet Singh Panesar, 21 февраля 1962, Найроби, Британская Кения) — кенийский хоккеист (хоккей на траве), полузащитник и нападающий. Участник летних Олимпийских игр 1984 года.

## Биография
Манжит Сингх Панесар родился 21 февраля 1962 года в кенийском городе Найроби. Его дед и бабушка в 1925 году перебрались в Кению из Пенджаба.
Учился в Найроби в городской начальной школе, технической средней школе, средней школе Хайвей и политехническом институте.
В 1977—1978 годах играл в хоккей на траве за Гоанский институт, в 1978—1998 годах — за «Симба Юнион» из Найроби.
В 1982 году был капитаном юниорской сборной Кении на чемпионате мира в Куала-Лумпуре.
В 1979—1988 годах выступал за сборную Кении.
В 1984 году вошёл в состав сборной Кении по хоккею на траве на летних Олимпийских играх в Лос-Анджелесе, занявшей 9-е место. Играл в поле, провёл 7 матчей, мячей не забивал.
Живёт в Великобритании.

## Семья
Старший брат Манжита Сингха Панесара Житендер Сингх Панесар (род. 1958) также выступал за сборную Кении по хоккею на траве, в 1984 году участвовал в летних Олимпийских играх в Лос-Анджелесе.